# Vrijgestelde
Een vrijgestelde is iemand die een bepaalde taak (bijvoorbeeld reguliere arbeid) niet hoeft uit te voeren met de bedoeling zich in te zetten voor een taak van een meer algemeen belang. 
In de vakbeweging is een vrijgestelde iemand die volledig in dienst van de vakbond was, iemand die vrijgesteld was van arbeid in het beroep dat hij vertegenwoordigde.
De term is in Nederland, in deze betekenis, licht verouderd, maar in België gangbaarder.
Allerlei beroepsgroepen als wetenschappers, ambtenaren en welzijnswerkers werden ook aangeduid met het door Hans Daalder bedachte begrip "nieuwe vrijgestelden"